# Ordu

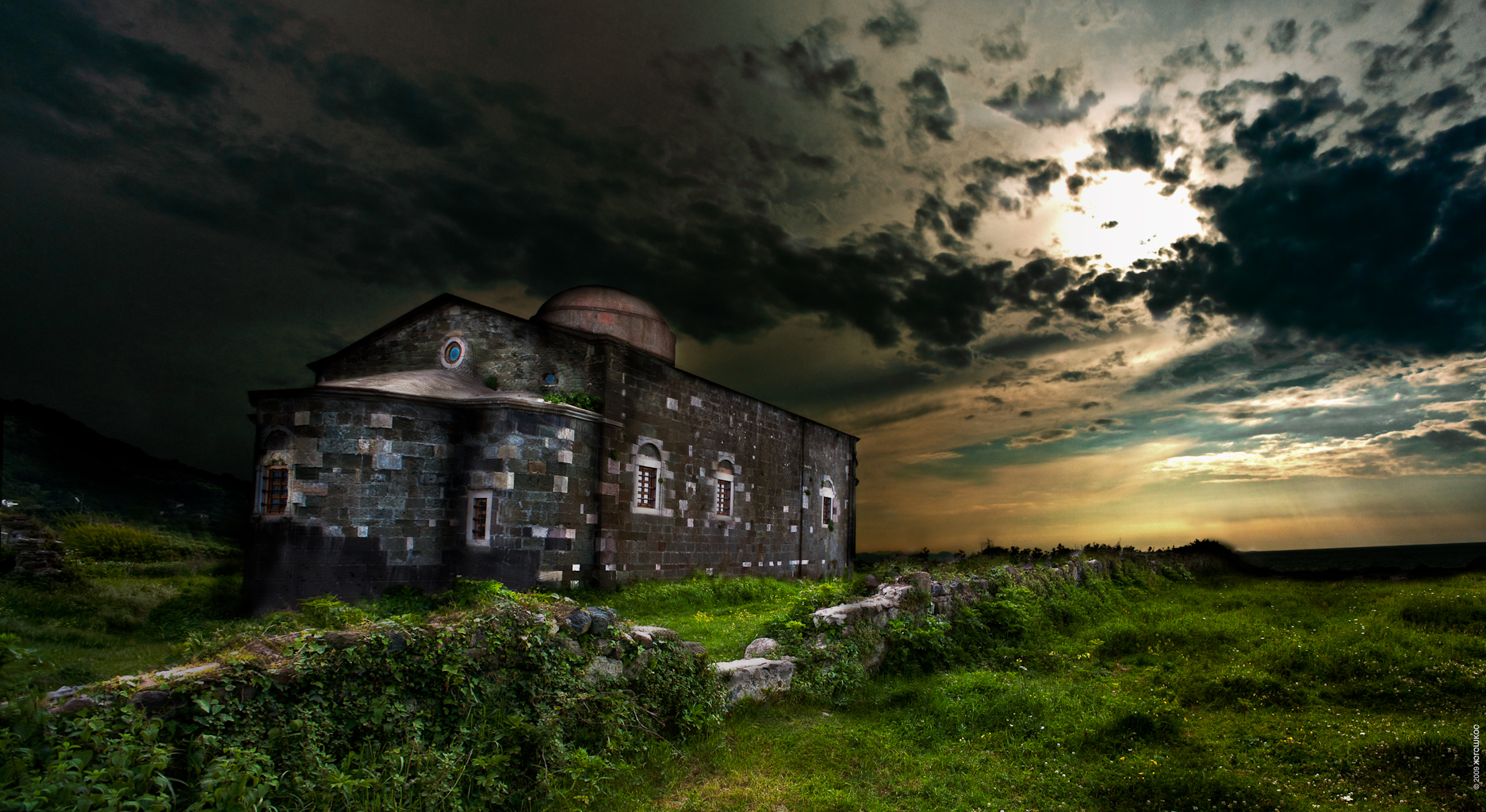
Ancienne église pontique du « cap de Jason », nom dérivé de la mythologie des Argonautes.

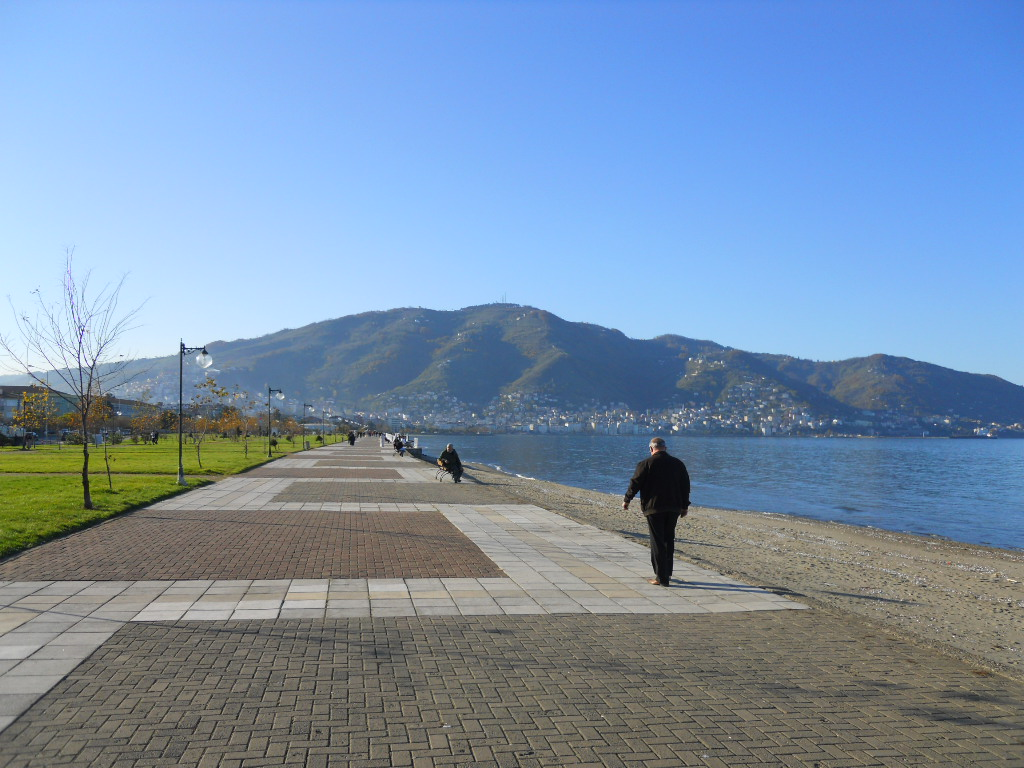
La corniche d'Altınordu.

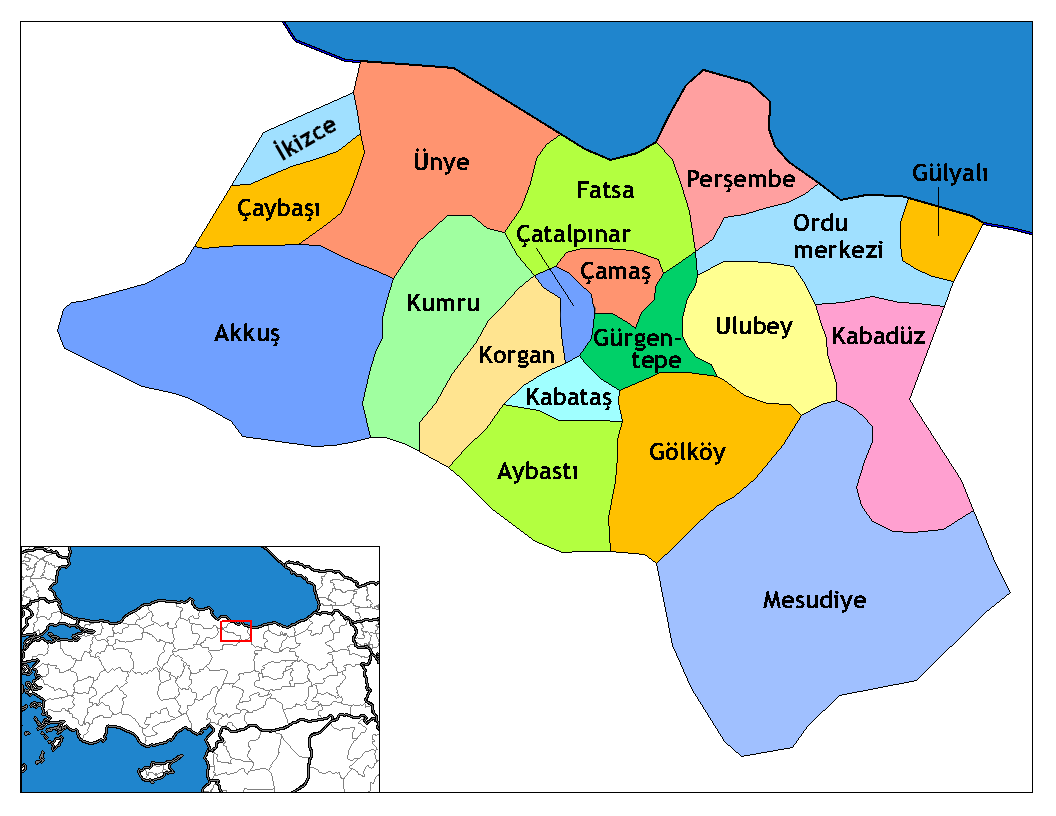
Les districts de la province d'Ordu.

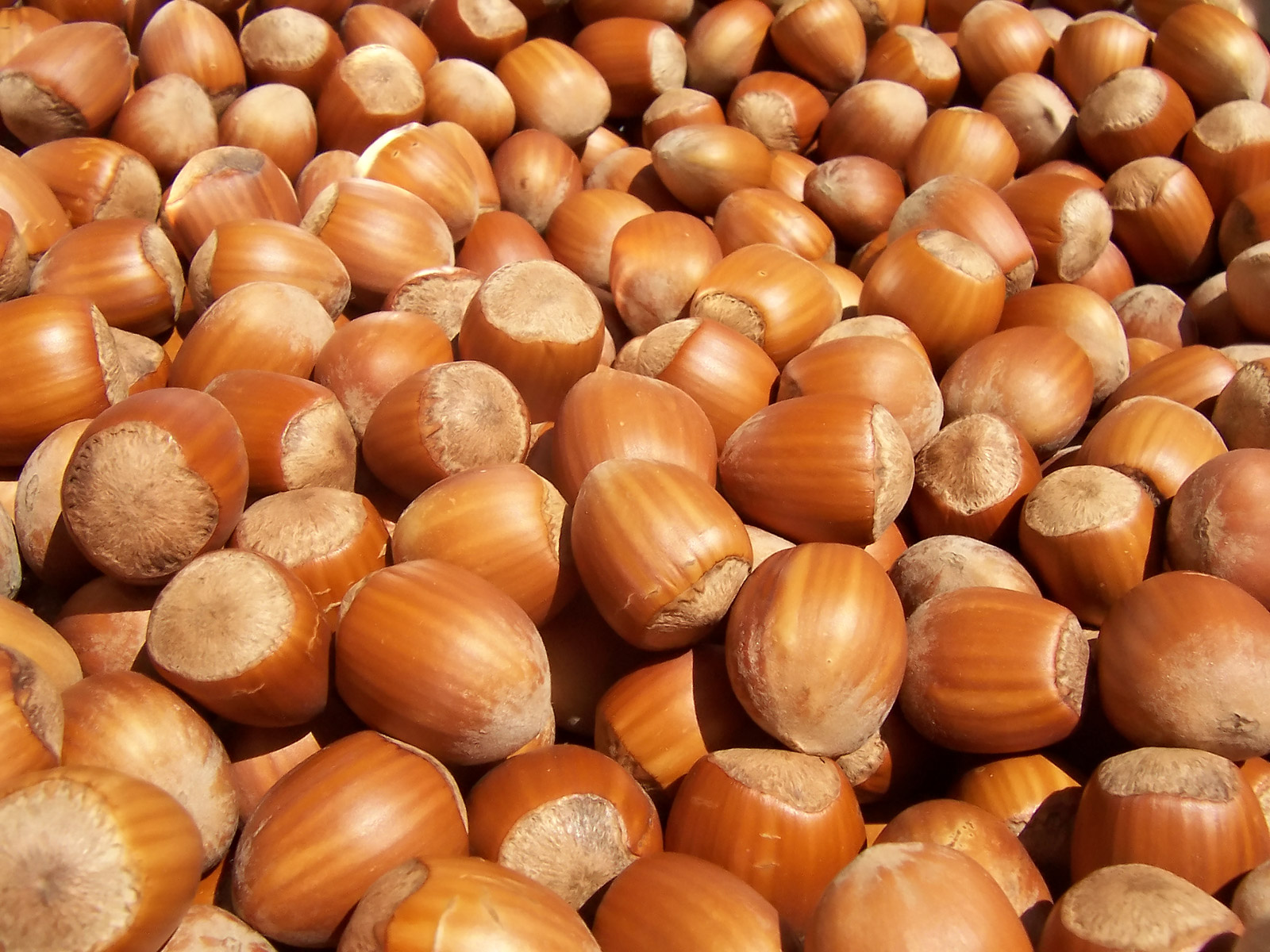
La noisette, premier produit exporté de la province d'Ordu.

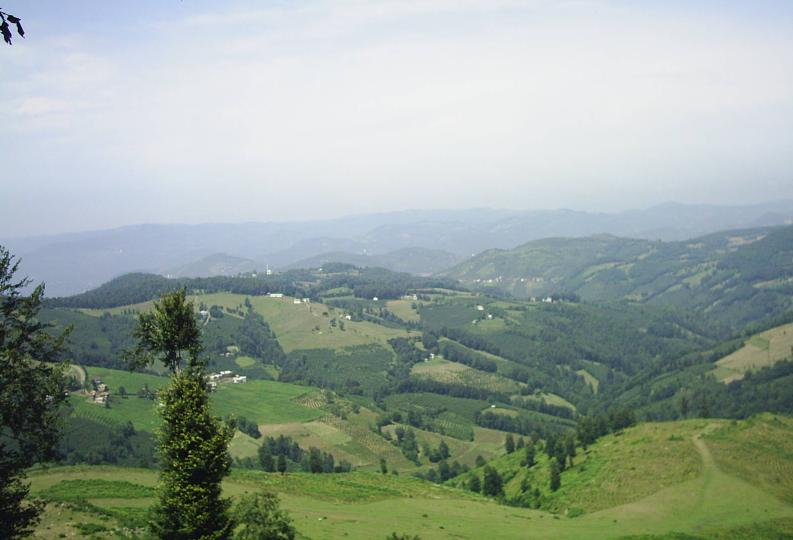
L'arrière-pays d'Ordu.

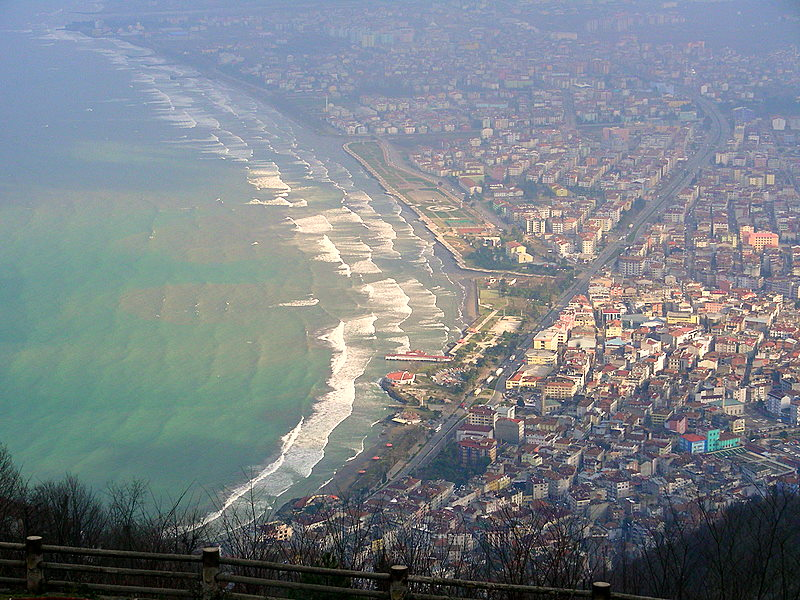
Vue d'Altınordu par le mont Boztepe.

La province d’Ordu est une des 81 provinces de la Turquie. Localisée au bord de la mer Noire. Son gouvernorat se trouve dans la ville d'Altınordu (« Ordu-la-dorée » en turc) qui est une municipalité métropolitaine depuis 2014.

## Histoire
Les Casquéens « tisseurs de lin et éleveurs de porcs », de Scythes « éleveurs de chevaux » et de Chalybes « forgerons ». habitèrent dans la région dès le IIe millénaire av. J.-C. et menèrent des raids meurtriers en territoire hittite. Selon la mythologie antique, Ordu et Samsun auraient été, vers le XIIe siècle av. J.-C. le pays des Amazones évoquées par Strabon.
Fondée au Ve siècle av. J.-C. par des colons grecs originaires de Milet, elle se nomme alors Kotyora. Selon la légende, Xénophon s'y arrête lors de la retraite des Dix Mille. La cité n'était alors, comme Sinope, que l'un des nombreux comptoirs fondés par les Milésiens sur les côtes du Pont Euxin. Il fut rattaché en 546 à la satrapie d'Axaïna de l'Empire perse. Axaïna (« Indigo ») était le nom iranien de la mer Noire. La région fut conquise par Alexandre le Grand en 331. Après sa mort, lors du partage de Triparadisos (321 av. J.-C.), elle est attribuée avec le reste de l'Anatolie à Antigone Monophtalmos. Celui-ci est vaincu par Lysimaque et Séleucos Ier à la bataille d'Ipsos en 301 av. J.-C.. La ville passa aux mains du roi du Pont Mithridate Ier du Pont s'empare de la région au début du IIIe siècle av. J.-C. et se déclare indépendant. Mithridate VI Eupator (132-63 av. J.-C.) entame alors une lutte de longue haleine contre Rome. Le Pont est finalement vaincu par Pompée et la région est progressivement annexée à Rome. La région est confiée au Galate Dejotarus, allié romain. En 47, Pharnace II, roi du Bosphore et fils de Mithridate VI, profite de la guerre civile à Rome pour maintenir une unité au sein de son royaume. Le roi Dejotarus, client romain, réclame alors l’aide de Cneius Domitius Calvinus, proconsul d’Asie nommé par César. L’affrontement tourne à l’avantage de Pharnace qui obtient la victoire à Nicopolis et occupe la région d'Ordu. César apprend ces événements alors qu’il se trouve en Égypte et part affronter Pharnace dans le Pont. La rencontre a lieu au nord de la Cappadoce, près de la ville de Zéla. La bataille aboutit à une victoire romaine rapide qui anéantit les forces ennemies. Pharnace doit fuir jusqu’au Bosphore avec une fraction de sa cavalerie. Désormais impuissant, il est assassiné par un concurrent au trône du Bosphore. Revenu à Rome après sa victoire, César déclare au Sénat : « Veni, vidi, vici », allusion à sa victoire complète et rapide. puis le royaume du Pont devient un État-client de l'empire Romain sous le règne d'un successeur de Mithridate, Polémon Ier du Pont.
Le royaume du Pont fut annexé à la province romaine de Cappadoce en 64-65 sous l'empereur romain Néron. Dioclétien divisa la province en trois provinces plus petites, le Pontus Polemoniacus dont Polemonium (aujourd'hui Fatsa) fut la capitale administrative. La province est rattachée au diocesis Pontica qui sera lui-même rattaché à la Praefectura praetorio Orientis. Tandis que l'Empire romain devint l'Empire byzantin la ville perd une partie de son importance régionale. Neocaesarea (aujourd'hui Niksar) devient la capitale de la province. L’intégration à l’Empire romain ne changea que très peu la vie de cette société, fondée sur une oligarchie hellénisée gouvernant des habitants d'origine casquéenne ou caucasienne (Chaldiens, Chalybes, Colchides, Mossynoèques, Tibarènes) qui eux aussi adoptent progressivement la langue grecque. La religion gréco-romaine se généralise, non sans de nombreux apports orientaux (cultes de Mithra et d'Isis, Cybèle, du serpent guérisseur Glaucos…). La région n'est pas linguistiquement latinisée. Durant cette période, le christianisme se substitue progressivement aux religions antérieures. Devenus chrétiens de langue grecque et citoyens romains, les habitants du Pont sont désormais des « Romées » (Ῥωμαίοι) : ils deviendront, après l'effondrement de la partie occidentale de l'Empire, des sujets de l'« empire des Romées » (Βασιλεία Ῥωμαίων, que nous appelons « byzantin ») ; plus tard, les Turcs les appelleront « Roum » (nom qui, en turc, signifie « Grecs »).
À la suite de la quatrième croisade et de la partition consécutive de l'Empire byzantin, Kotyora devient un port de l'empire de Trébizonde en 1204. Aux XIIIe et XIVe siècles, elle devient l'une des escales génoises de la mer Noire.
Après la conquête de l'empire de Trébizonde par les Ottomans en 1461, la ville est appelée Ordu. Elle fait partie du Sandjak de Janik (Samsun) jusqu'à la fin de l'Empire ottoman en 1922. Au fil des années, les habitants adoptent progressivement l'islam et la langue turque pour échapper au « haraç » (double-capitation sur les non-musulmans) et à la « pédomazoma » (enlèvement des garçons pour le corps des janissaires), mais une partie de la population locale reste grecque pontique et arménienne : elle est expulsée en 1923 selon le traité de Lausanne. Ordu devient une province avec la proclamation de la République de Turquie.

## Géographie
Sa superficie est de 5 962 km2.

## Climat
Ordu à un climat pontique, de type climat subtropical humide (Köppen:  Cfa ), chaud et humide en été, doux et humide en hiver, avec des chutes de neige occasionnelles.
| Mois                              | jan. | fév. | mars | avril | mai  | juin | jui. | août | sep. | oct.  | nov. | déc.  | année   |
| --------------------------------- | ---- | ---- | ---- | ----- | ---- | ---- | ---- | ---- | ---- | ----- | ---- | ----- | ------- |
| Température minimale moyenne (°C) | 3,8  | 3,8  | 5,1  | 8,3   | 12,4 | 16,5 | 19,4 | 19,8 | 16,7 | 12,9  | 8,7  | 5,8   | 11,1    |
| Température maximale moyenne (°C) | 10,8 | 12   | 15,2 | 15,5  | 19,2 | 24   | 26,8 | 27,3 | 24,3 | 20,3  | 13   | 4,4   | 18,1    |
| Record de froid (°C)              | −7,2 | −6,7 | −4,7 | −1,4  | 3,4  | 8,4  | 12,6 | 13   | 8,2  | 2,5   | −1,5 | −3,2  | −7,2    |
| Record de chaleur (°C)            | 25,8 | 32,8 | 27,2 | 36,5  | 35,8 | 37,2 | 37,1 | 36,3 | 36,4 | 34,2  | 29,7 | 17,2  | 37,2    |
| Précipitations (mm)               | 94,8 | 78,7 | 77,9 | 69,6  | 54,6 | 75,9 | 63,9 | 68,5 | 79,4 | 133,4 | 127  | 112,1 | 1 034,1 |

## Population
| Année | Nombre d'habitants | Année | Nombre d'habitants |
| ----- | ------------------ | ----- | ------------------ |
| 1965  | 543 863            | 2009  | 723 507            |
| 1970  | 608 721            | 2010  | 713 183            |
| 1975  | 664 290            | 2011  | 714 390            |
| 1980  | 713 535            | 2012  | 741 371            |
| 1985  | 763 857            | 2013  | 731 452            |
| 1990  | 830 130            | 2014  | 724 268            |
| 2000  | 887 765            | 2015  | 728 949            |
| 2007  | 705 419            | 2016  | 750 588            |
| 2008  | 709 218            |       |                    |

Au recensement de 2017, la province était peuplée d'environ 750 588 habitants, soit une densité de population d'environ 128 hab./km2.
| Chiffres du recensement du 31 janvier 2017 |            |                |                   |                     |                  |            |                |         |
| Commune                                    | Population | Augmentation % | Nombre de mairies | Nombre de quartiers | Population ville | Citadins % | Superficie km² | Densité |
| Akkuş                                      | 24.820     | 7,61           | 1                 | 42                  | 24.820           | 100,00     | 697            | 36      |
| Altınordu                                  | 205.396    | 1,53           | 1                 | 92                  | 205.396          | 100,00     | 410            | 501     |
| Aybastı                                    | 30.325     | 17,08          | 1                 | 21                  | 30.325           | 100,00     | 250            | 121     |
| Çamaş                                      | 8.273      | -3,74          | 1                 | 23                  | 8.273            | 100,00     | 81             | 102     |
| Çatalpınar                                 | 13.580     | -1,49          | 1                 | 23                  | 13.580           | 100,00     | 101            | 134     |
| Çaybaşı                                    | 13.310     | 1,39           | 1                 | 26                  | 13.310           | 100,00     | 102            | 130     |
| Fatsa                                      | 114.940    | 3,48           | 1                 | 79                  | 114.940          | 100,00     | 363            | 317     |
| Gölköy                                     | 32.242     | 11,36          | 1                 | 30                  | 32.242           | 100,00     | 421            | 77      |
| Gülyalı                                    | 7.975      | -0,24          | 1                 | 13                  | 7.975            | 100,00     | 62             | 129     |
| Gürgentepe                                 | 14.092     | 1,96           | 1                 | 20                  | 14.092           | 100,00     | 185            | 76      |
| İkizce                                     | 16.201     | 8,23           | 1                 | 25                  | 16.201           | 100,00     | 148            | 109     |
| Kabadüz                                    | 9.020      | 5,73           | 1                 | 16                  | 9.020            | 100,00     | 290            | 31      |
| Kabataş                                    | 10.492     | -1,06          | 1                 | 18                  | 10.492           | 100,00     | 74             | 142     |
| Korgan                                     | 29.388     | 0,13           | 1                 | 29                  | 29.388           | 100,00     | 254            | 116     |
| Kumru                                      | 30.877     | -0,60          | 1                 | 37                  | 30.877           | 100,00     | 296            | 104     |
| Mesudiye                                   | 16.689     | 5,90           | 1                 | 68                  | 16.689           | 100,00     | 1.046          | 16      |
| Perşembe                                   | 31.065     | -0,09          | 1                 | 53                  | 31.065           | 100,00     | 217            | 143     |
| Ulubey                                     | 19.306     | 5,85           | 1                 | 41                  | 19.306           | 100,00     | 295            | 65      |
| Ünye                                       | 122.597    | 1,55           | 1                 | 85                  | 122.597          | 100,00     | 569            | 215     |
| Ordu                                       | 750.588    | 2,97           | 19                | 741                 | 750.588          | 100,00     | 5.861          | 128     |

| 2000    | 2001    | 2002    | 2003    | 2004    | 2005    | 2006    | 2007    | 2008    |
| ------- | ------- | ------- | ------- | ------- | ------- | ------- | ------- | ------- |
| 705 746 | 708 079 | 709 420 | 710 444 | 711 670 | 713 018 | 714 375 | 715 409 | 719 278 |

| 2009    | 2010    | 2011    | 2012    | 2013    | 2014    | 2015    | 2016    | 2017    |
| ------- | ------- | ------- | ------- | ------- | ------- | ------- | ------- | ------- |
| 723 507 | 719 183 | 714 390 | 741 371 | 731 452 | 724 268 | 728 949 | 750 588 | 742 341 |

| 2018    | 2019    | 2020    | 2021    | 2022    | 2023    | - | - | - |
| ------- | ------- | ------- | ------- | ------- | ------- | - | - | - |
| 771 932 | 754 198 | 761 400 | 760 872 | 763 190 | 775 800 | - | - | - |

## Administration
La province est administrée par un gouverneur (en turc : vali). Enver Yilmaz (AKP) est le maire d'Ordu.

## Subdivisions
La province est divisée en 19 districts (en turc : ilçe, au singulier).
| - Akkuş - Aybastı - Çamaş - Çatalpınar - Çaybaşı - Fatsa - Gölköy - Gülyalı - Gürgentepe - İkizce | - Kabadüz - Kabataş - Korgan - Kumru - Mesudiye - Altınordu (district central, autrefois Ordu) - Perşembe - Ulubey - Ünye |

## Économie
L'économie d'Ordu est basée sur le commerce mais aussi sur l'agriculture notamment de la noisette et de sa transformation industrielle, la récolte représente près de la moitié de la production mondiale. D'autres fruits sont produits comme la pomme, le kiwi, la fraise, la figue. La pêche prend aussi une grande place dans l'économie de la province. L'industrie forestière est florissante.
Le tourisme est en développement dans la province.

## Transport et communications

### Infrastructures routières
Ordu est reliée à l'ensemble de la mer Noire par la route nationale de la côte de la mer Noire (D010), ainsi qu'au centre du pays par la route nationale (D855). 
Une rocade est en construction au sud de la ville qui contourne la ville par la D010 jusqu'à l'aéroport à l'est de la ville.

#### Tramway
Un projet de 2 lignes de tramway est à l'étude (axe est-ouest) et (nord-sud).

#### Desserte ferroviaire
Un projet de 2 lignes de LGV est à l'étude. L'une reliera Ankara-Ordu et l'autre LGV rejoindra la mer Noire à la Méditerranée via Ordu afin de désenclavée la région de la mer Noire.

### Communications extérieures
La ville est desservie par l'aéroport international d'Ordu-Giresun (code AITA : OGU) situé à l'est de la ville. Un nouveau port est en étude par les autorités locales afin de satisfaire le flux de commerce. Ordu possède également une gare routière.

## Sport
Les principaux clubs de football d'Ordu sont Orduspor, Güzelordu Spor, Fatsa Belediyespor, Rusumat-4 Gençlik Ve Spor, Soyaspor Gençlik . Le stade 19 Eylül est la principale enceinte de la ville consacrée au football.

## Enseignement
La ville héberge l'université d'Ordu depuis 2006.

## Médias

### Journaux
- Ordu Hayat
- Karadeniz Bayrak
- Ordu Değişim
- Ordu Gerçek
- Ordu Haberci
- Ordu İstikbal
- Ordu Kent
- Ordu Olay
- Ordu Vizyon
- Mesudiye 52[5]

### Radios
- Ordu FM
- Radyo Frekans
- Radyo Net
- Radyo 52
- Ulus FM
- Enerji FM
- Ort FM

### TV
- Altaş TV
- Ordu TV
- TV 52
- Boztepe TV
- Altınordu TV

## Jumelages
- Batoumi  Géorgie (2010)
- Marmaris  Turquie (2011)
- Bakou  Azerbaïdjan (2011)